# كيفن مور (لاعب كرة قدم)
كيفن مور (بالإنجليزية: Kevin Moore)‏ (20 أكتوبر 1957 بإنجلترا في المملكة المتحدة - ) هو لاعب كرة قدم بريطاني في مركز الوسط. لعب مع شروزبري تاون ونادي تلفورد يونايتد.

## وصلات خارجية
- كيفن مور على موقع قاعدة بيانات كرة القدم.إي يو (الإنجليزية)